# Oscar Louis Tesdorpf
Oscar Louis Tesdorpf (* 4. Juli 1854 in Hamburg; † 3. Dezember 1933 ebenda) war ein deutscher Hausmakler und Autor.

## Leben

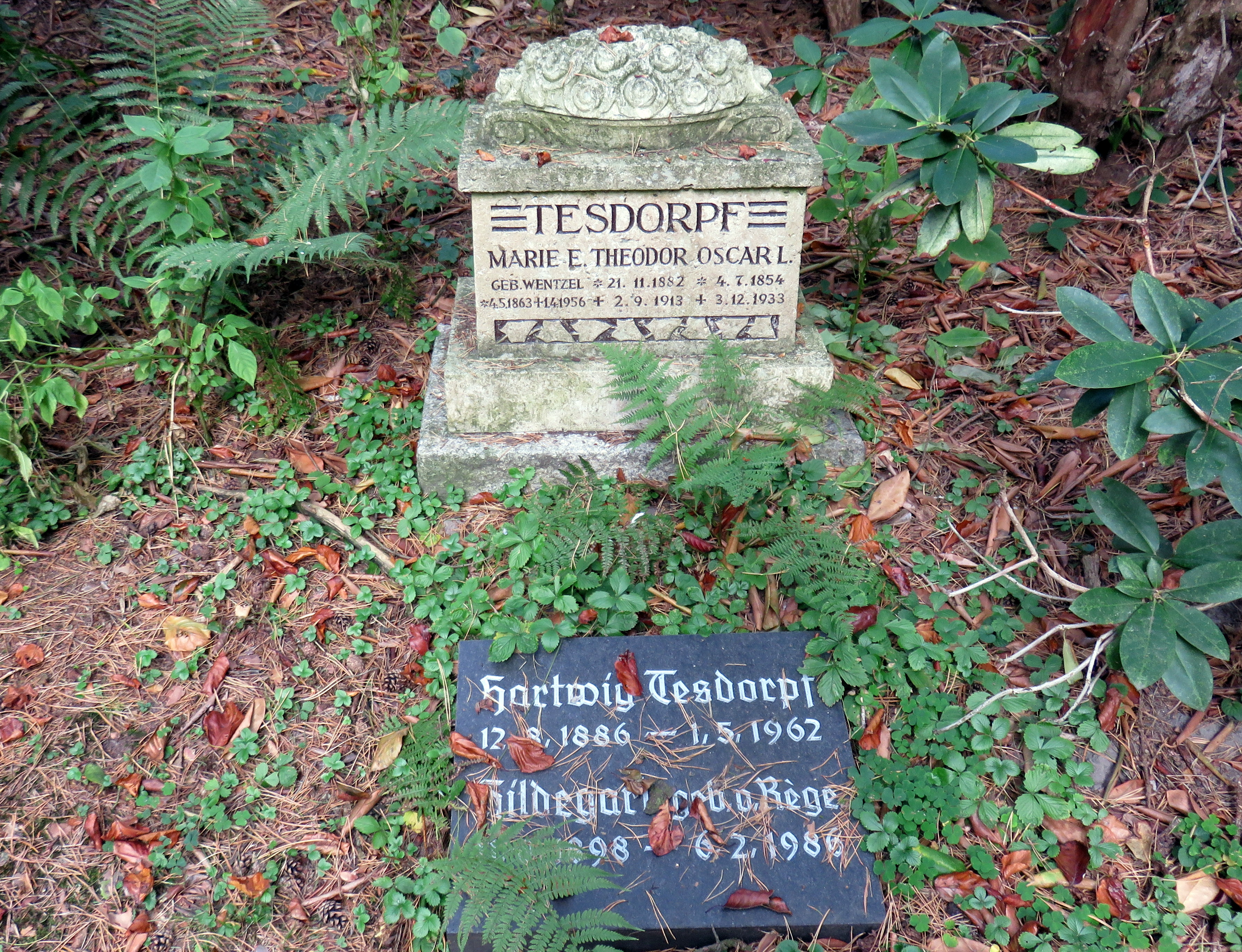
Grab Theodor Oscar L. Tesdorpf auf dem Friedhof Ohlsdorf

Oscar Louis Tesdorpf stammte aus der auf Johann Christoph Tesdorpf (1785–1857), Gutsherr auf Groß Weeden, zurückgehenden Linie Tesdorpf-Meyer der hanseatischen Familie Tesdorpf. Er war ein Sohn des Hamburger Kaufmanns Theodor Ferdinand Tesdorpf (1816–1893) und seiner Frau Freya Caroline Adolphine, geb. von Torp (1820–1900). Oscar Louis Tesdorpf hatte einen älteren Bruder, Gustav Theodor Tesdorpf. Ebba Tesdorpf war seine Cousine und die Malerin Ilse Tesdorpf-Edens seine Großnichte.  
Tesdorpf besuchte die private Realschule von Wichard Lange und war anschließend Lehrling im Handlungshaus seines Vaters sowie in London. 
1875/76 diente er als Einjährig-Freiwilliger im Husaren-Regiment „Königin Wilhelmina der Niederlande“ (Hannoversches) Nr. 15 in Wandsbek; 1877 wurde er zum Leutnant der Reserve ernannt.
Ab 1878 war er Teilhaber im väterlichen Geschäft. 1885 wurde er ehrenamtlicher Richter am Handelsgericht. Er war auch bürgerlicher Deputierter in der Hamburger Baudeputation.
1881 heiratete Tesdorpf Marie Elisabeth Wentzel. Das Paar hatte eine Tochter und zwei Söhne.
Oscar Louis Tesdorpf wurde in Hamburg auf dem Ohlsdorfer Friedhof im Planquadrat S 25 südlich der Kapellenstraße und östlich der Waldstraße beigesetzt.

## Veröffentlichungen
Tesdorpf legte Veröffentlichungen zu Themen aus den Bereichen Genealogie, Kulturgeschichte und Artenschutz vor.

### Genealogie
Gemeinsam mit Eduard Lorenz Lorenz-Meyer verfasste Oscar Louis Tesdorpf eine Schrift zur Hamburger Familiengeschichtsforschung und Wappenkunde. Auch die Geschichte der Familie Tesdorpf selbst zählte zu seinen Interessengebieten. Tesdorpfs Tochter Elise war verheiratet mit Paul de Chapeaurouge.

### Kulturgeschichte
Einen Beitrag zur Erforschung der Kulturgeschichte des 17. Jahrhunderts stellt Tesdorpfs Arbeit über den Lübecker Syndikus Joachim Carstens dar.

### Artenschutz
Auf Anregung von Alfred Brehm erwirkte Tesdorpf zu Beginn des 20. Jahrhunderts die Ansiedelung von Mufflons in Göhrde und Harzgerode. Auch zu dieser Thematik veröffentlichte er.